# The Depth of Self-Delusion
The Depth of Self-Delusion – utwór z albumu Shrine of New Generation Slaves zespołu Riverside.

## Notowania
| Lista (2013)                         | Najwyższa pozycja |
| ------------------------------------ | ----------------- |
| Lista przebojów Programu Trzeciego   | 1                 |
| Lista Przebojów Radia Merkury        | 1                 |
| Lista Przebojów UWUEMKA              | 5                 |
| Lista Przebojów Radia PiK            | 10                |
| Lista Przebojów Portalu E-migrant.eu | 1                 |